# Diarios de Azaña

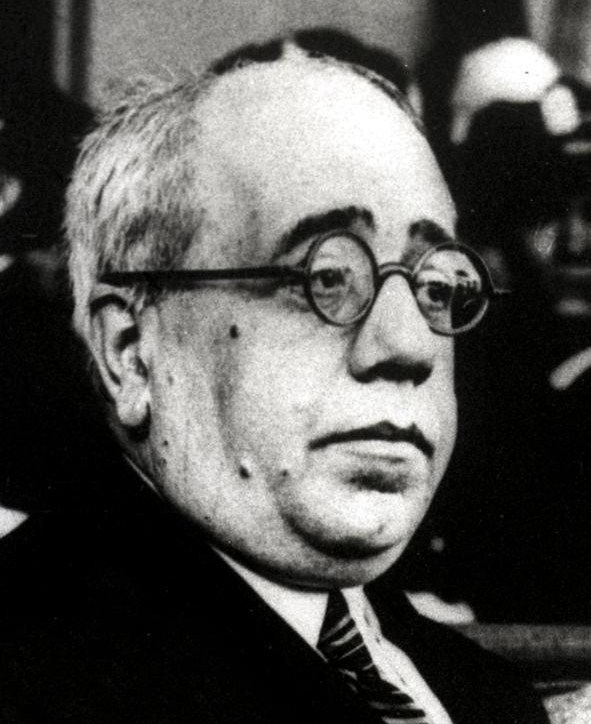
Manuel Azaña en 1933

Los Diarios de Azaña hacen referencia a los diarios privados escritos a lo largo de casi 30 años, de 1911 a 1939, por el intelectual y político español Manuel Azaña, que recogen información de primera mano de la política española durante la monarquía de Alfonso XIII, la dictadura de Primo de Rivera, la Segunda República y la Guerra Civil. Contienen información histórica valiosa, dados los diversos cargos desempeñados por Azaña en los años treinta: parlamentario, ministro, jefe de gobierno y presidente de la República. Además dieron lugar a un singular episodio histórico durante la Guerra Civil, conocido como los "cuadernos robados", que se cerró en 1996 con su restitución al patrimonio documental español.

## Interés histórico de los diarios
El interés de estos diarios radica en que ofrecen reflexiones acerca de momentos políticos clave de la II República, "tal como fue construida día a día por su primer responsable y los obstáculos en los que vino a estrellarse tal como fueron percibidos por su principal protagonista".
Tienen un interés añadido debido a que fueron objeto de manipulación y ocultación histórica, y su recuperación, junto a la de la figura de Azaña, supusieron un laborioso proceso de ir "descubriendo y poniendo en valor las huellas de nuestras tradiciones liberal y democrática".
Azaña escribió anotaciones en sus diarios durante largos períodos, aunque no de forma sistemática, por lo que hay numerosas interrupciones en su secuencia temporal. Sin embargo, en los años 30, momento de su mayor responsabilidad política, tienen mayor continuidad. En sus cuadernos, Azaña combina su vocación literaria con la política, trasladando a ellos, de corrido, sin apenas tachaduras, las reflexiones y los sentimientos que su acción política le suscitaba.

No me propongo contarle al público mi vida personal entera. Narrada por modo directo, según los epígrafes usuales, importaría poco. Elaborar observaciones y experiencias, como ahora puedo verlas por reflexión en mi espíritu, y transportarlas a una versión más amplia, más libre que el relato biográfico, me forzaría a meter estrechamente en estas páginas la materia de los libros que no he escrito. Mi designio es otro. Las violentas fortunas de la política me han arrebatado tarde y por breve tiempo. Desquite de la brevedad, su violencia
Manuel Azaña. Memorias políticas y de guerra

Los estudios históricos de sus diarios están de acuerdo en su precisión y fidelidad a los hechos; así, gracias a ellos, podremos conocer cómo se desarrollaron los consejos de ministros, las polémicas políticas y la valoración por parte de Azaña de acontecimientos trascendentales tales como los Sucesos de Casas Viejas, la Sanjurjada o sus relaciones con los jefes de gobierno cuando fue presidente de la República.
Aunque sean diarios privados, los Diarios de Azaña son más políticos que íntimos, con más reflexiones morales o políticas que acontecimientos personales, recogiendo explicaciones y reflexiones acerca de su proyecto político.
El historiador Juan Marichal considera estos diarios "el texto memorial más importante de la historia española moderna".
La obra literaria dialogada de Azaña Velada en Benicarló, escrita durante el primer año de la Guerra Civil, se puede considerar como complemento de las reflexiones de sus diarios, un monólogo de Azaña desdoblado en varios personajes.

## Ediciones autorizadas
Desde su amargo exilio francés, Azaña usó el material de sus diarios para la obra Memorias políticas y de guerra  en 1939. La obra abarca desde febrero hasta poco después de terminar la guerra, aunque se extiende también sobre su exilio. La obra se puede leer como una combinación de biografía y crónica.
Desde el exilio en México, Juan Marichal haría en los años 60 varias ediciones de los cuadernos conservados por la familia Azaña, en la editorial Oasis.

## Los cuadernos robados

### Sustracción en el consulado de Ginebra
Cuando estalló la Guerra Civil, Azaña, que decidió permanecer en la presidencia de la República, encomendó a su cuñado, y amigo íntimo, Cipriano Rivas Cherif, recién nombrado cónsul en Ginebra, la custodia de sus diarios en lugar seguro. La entrega tuvo lugar en el Palacio Nacional, adonde se había trasladado el presidente desde la Quinta de El Pardo al iniciarse el alzamiento. El azar quiso que en el consulado general de España en Suiza permaneciera el vicecónsul Antonio Espinosa San Martín, licenciado en Derecho y destinado en Ginebra desde febrero del 36 que, sin embargo, se encontraba en Madrid el día de la sublevación militar y no se reincorporó al consulado hasta principios de agosto, pocos días antes de que el cónsul y "todos menos él" dimitieran y abandonaran sus puestos.
Temeroso de abandonar su trabajo diplomático y de las represalias que pudieran sufrir sus familiares en Madrid, Espinosa permaneció en su puesto y aceptó de la República el nombramiento de encargado de negocios interino en la Legación de España en Berna. Sin embargo al poco, en diciembre de 1936, arrojó su careta de lealtad al gobierno del bando republicano y, para reafirmar su precaria posición de adhesión al Movimiento Nacional y facilitar su vuelta, buscó la forma de hacer méritos sustrayendo unos pocos documentos privados del consulado de escaso valor, con la excepción de varios cuadernos de "las memorias manuscritas de Manuel Azaña".
Espinosa huyó por Génova, cuyo cónsul actuó de valedor suyo ante las autoridades nacionalistas y superó una delicada Comisión Depuradora en Salamanca, que lo rehabilitó en el cuerpo diplomático.
Los cuadernos fueron entregados a Nicolás Franco y comprenden entradas entre el 22 de julio de 1932 y el 26 de agosto de 1933.

### Uso propagandístico durante la guerra
Los documentos llegaron a manos del periodista Joaquín Arrarás, jefe de los Servicios de Propaganda e historiador oficial del bando rebelde, que preparó la publicación en el ABC de Sevilla de fragmentos convenientemente seleccionados con el propósito de suscitar desavenencias y agravios entre los políticos republicanos, aprovechando que los diarios contenían "juicios sobre la torpeza, falta de decisión o incapacidad de sus ministros, y la insidia o la bajeza de algunos de los
políticos con los que tenía que habérselas". Los artículos publicados muestran a Azaña como "una bolsa de rencor y a los políticos de la República como gente despreciable", en la línea adoptada desde años antes por la prensa católica y monárquica.
A partir de la primera entrega en agosto de 1937, se continuó la serie dedicando entre una y dos páginas, hasta un total de 22 entregas, caracterizando con dureza, entre otros a: Maura, el incendiario; Marcelino Domingo; los hermanos Busquets, Alomar y La Cerda; el loco de Mangada; el feroz Indalecio Prieto; Fernando de los Ríos, cursi, pedante, sectario y sorbe-fondos; Ossorio y Gallardo, un amigo caro; el innoble Albornoz; Gordón Ordás o el terror pecuario, Casares Quiroga. La serie se cerró con el tema Azaña y las mujeres. También fueron recogidos en otros periódicos nacionales, como El Pueblo Vasco.
Antes de acabar la guerra, el citado Joaquín Arrarás publica con los artículos del ABC de Sevilla y algún capítulo más, las Memorias íntimas de Azaña en Ediciones Españolas en 1939. Existe además una edición anterior, de 1938, publicada en Santiago de Chile, titulada Memorias íntimas y secretas de Manuel Azaña con el subtítulo La República Española y sus hombres juzgados por el presidente, del mismo carácter sensacionalista y fragmentario. Éste es un libro editado muy pobremente, al contrario que el de Arrarás, y está igualmente mutilado y lleno de "infames e importunos comentarios", aunque también reproduce páginas facsímiles para probar su autenticidad. Se atribuye a los servicios de propaganda franquistas, en su intento de contrarrestar las simpatías que la causa de la República despertaba en la población americana.
Durante la guerra están documentados algunos intentos, infructuosos, de usar los documentos en un intercambio por prisioneros, como el obispo de Teruel o Sánchez Mazas.  
González Ruano tradujo al italiano las revelaciones de los diarios. Santos Juliá valora que, aparte de cierta incomodidad con algunos compañeros de gobierno y del exilio, la divulgación no tuvo mayores efectos en las relaciones políticas en el seno del bando republicano.

### Recuperación 50 años después
Se supone que los diarios fueron a parar a manos de la familia Franco desde que Arrarás terminara sus trabajos de selección y edición. La pista de los diarios se pierde hasta los años 60, cuando el historiador Ricardo de la Cierva se entera de que están en el Servicio Histórico Militar. Cuando intenta consultarlos, le dicen que Franco se los ha llevado y, cuando, siendo director general de Bellas Artes, se los solicita a la familia Franco, la respuesta es "no están".
En 1996, la ministra de Educación y Cultura del gobierno presidido por José María Aznar, Esperanza Aguirre, los recibió de manos de la hija del general Franco, que los habría encontrado por casualidad en la biblioteca de su padre confundidos entre otros libros antiguos.
Los cuadernos están escritos en diarios de uso en comercios, de 400 páginas foliadas, con cubierta negra imitando piel. Fueron nueve en total los que escribió, y tres los que fueron robados: 
- El quinto, que comprende desde el 22 de julio al 10 de septiembre de 1932.
- El sexto, del 28 de noviembre de 1932 al 28 de febrero de 1933.
- El octavo, del 1 de junio al 26 de agosto de 1933.

La edición íntegra de los diarios del período correspondientes a los cuadernos robados, fue presentada por el mismo presidente del gobierno.
Los documentos se encuentran hoy custodiados en el Archivo Histórico Nacional.

## Ediciones completas
Fruto de la recuperación de los cuadernos desaparecidos, los diarios de Azaña han sido editados por el historiador Santos Juliá:
- Diarios, 1932-1933: los cuadernos robados / Manuel Azaña; introducción de Santos Juliá. Barcelona: Crítica, 1997

La edición de los cuadernos robados tuvo gran difusión en los medios, coincidiendo además con la campaña editorial navideña, trayendo a primer plano la obra del político republicano. El escritor Andrés Trapiello, consideró que era la obra más importante y leída de su autor, porque, entre otras razones "no está escrita con ese otro estilo suyo grandilocuente, empastado y un poco retumbante, que marea un poco, en detrimento de sus asombrosas ideas".
Posteriormente, se integraron en una edición completa de todos sus diarios:
- Diarios completos: Monarquía, República, Guerra Civil / Manuel Azaña; introducción de Santos Juliá. Barcelona: Crítica, 2000

También están recogidos en las obras completas editadas por el Centro de Estudios Constitucionales y Políticos, junto a sus cartas, artículos periodísticos, discursos y obras literarias.